# Campo Abierto Televisión
Campo Abierto Televisión es un canal de televisión por suscripción chileno. Su programación se basa en el área rural y silvoagropecuaria de Chile. Cuenta con programas informativos, deportivos y de variedades.

## Historia
El canal entró en funciones en octubre de 2016 y se transmite a través de Mundo, Gtd en la Región Metropolitana y Telsur entre las regiones de Bío Bío a Aysén.
Actualmente transmite los principales rodeos, tanto los clasificatorios como el Campeonato Nacional de Rodeo.

## Programas actuales
- Revista del Agro (con Paola Falcone)
- Es Posible Conversar (con el economista César Barros y el abogado Juan Pablo Hermosilla)
- Perros (con Macarena Sánchez)
- Pesca y Cañas (con Iván Cardemil, Marcelo Hernández y Mauricio Valenzuela)
- Planeta Agronómico (con Cristian Silva)
- Campo de Documentales (Chile: Mundos Sumergidos y Nuestro Ambiente)
- Campo Animado (CNTV Infantil y Aprendo TV)
- Punto Rural